# Elberon
Elberon é uma cidade localizada no estado americano de Iowa, no Condado de Tama.

## Demografia
Segundo o censo americano de 2000, a sua população era de 245 habitantes.
Em 2006, foi estimada uma população de 235, um decréscimo de 10 (-4.1%).

## Geografia
De acordo com o United States Census Bureau tem uma área de
1,7 km², dos quais 1,7 km² cobertos por terra e 0,0 km² cobertos por água. Elberon localiza-se a aproximadamente 269 m acima do nível do mar.

## Localidades na vizinhança
O diagrama seguinte representa as localidades num raio de 16 km ao redor de Elberon.